# さまぁ〜ZOO
『東京都さまぁ〜ZOO』（とうきょうとさまぁ〜ズー、TOKYOTO-SUMMER〜ZOO）は、2011年4月10日から2012年3月28日までテレビ東京などで放送されていたバラエティ番組である。開始から2011年9月25日までは『さまぁ〜ZOO』のタイトルで日曜日25:05 - 25:35（JST）に放送されていたが、2011年10月5日から終了までは水曜日 25:20 - 25:50（JST)に移動の上で『東京都さまぁ〜ZOO』に改題・リニューアルして放送されていた。

## 概要
さまぁ〜ずの2人が絶滅危惧種のヤク（大竹）と元世界四大珍獣のボンゴ（三村）にそれぞれなりきり、人間の悩みや流行りを覗き見る新感覚トークバラエティ。日曜日25:05 - 25:35にバラエティ番組の放送は、テレビ東京では『シンボルず』以来2年半ぶりとなり、水曜日25:20 - 25:50に通販番組以外の番組が放送されるのは『とらドラ!』以来2年半ぶりである。
「さまぁ〜ZOO」初回は25:10 - 26:10の60分スペシャルで放送。

## 出演者

### レギュラー出演
- さまぁ〜ず
  - 大竹一樹 - カズー（ヤク）
  - 三村マサカズ - ミムー（ボンゴ）
- たんぽぽ
  - 川村エミコ - おかっぱ（ウサギ）
  - 白鳥久美子 - アゴ（ウサギ）
- 大堀恵（SDN48） - 飼育員 / 大堀ダックス（ダックスフント）
- 小島瑠璃子 - 飼育員 / 小島ダックス（ダックスフント）

- ザ・たっち
  - たくや - タクタク（パンダ）
  - かずや - カズカズ（パンダ）

### 準レギュラー出演
- 原愛実 - ウシちゃん（ウシ）
- 坂上麻美（第6回 - ） - シマウマちゃん（シマウマ）
- 望月かおり（第1・2回）
- 神野まるみ（第3・4回）

## スタッフ
- ナレーター：繁田美貴（テレビ東京アナウンサー）
- 構成：北本かつら、木野聡、矢野了平、松本建一
- TD：吉田健吾（以前はCAM）
- CAM：村上岳文
- VE：三浦宏一
- 音声：田中英治
- 照明：宮尾淳一
- 美術：小越敏彦
- メイク：山田かつら
- VTR編集：原健一郎、斎藤恵介（ザ・チューブ）
- MA：阿世知貴彦（ザ・チューブ）
- 音効：松田創（Thee BLUEBEAT）
- イラスト：ODDJOB
- デスク：門田理紗
- AD：藤巻聖、加藤和恵、金鐘宇
- AP：内藤三保子
- ディレクター：内田潔、西崎修一（以前は演出）、佐藤稔久
- 演出：水口智就（以前はプロデューサー）
- プロデューサー：清水俊雄、中村昌哉、坂本真起子
- 総合プロデューサー：伊藤隆行
- 制作協力：極東電視台
- 製作著作：テレビ東京

### 過去
- ナレーター：石原良
- TD：近藤剛史
- 編成：多田浩行
- 番宣：荒井正和、梅山文郁
- AD：服部麗未、内田愛美
- AP：岬千鶴
- ディレクター：白井秀知

## ネット局と放送時間
| 放送地域   | 放送局             | 系列           | 放送日時                 | 遅れ               |
| ---------- | ------------------ | -------------- | ------------------------ | ------------------ |
| 関東広域圏 | テレビ東京         | テレビ東京系列 | 水曜 25時20分 - 25時50分 | 制作局             |
| 北海道     | テレビ北海道       | テレビ東京系列 | 水曜 25時20分 - 25時50分 | 22日遅れ           |
| 滋賀県     | びわ湖放送         | JAITS          | 土曜 26時20分 - 26時50分 | 2011年7月9日開始   |
| 熊本県     | くまもと県民テレビ | 日本テレビ系列 | 金曜 25時53分 - 26時23分 | 2011年10月7日開始  |
| 山口県     | テレビ山口         | TBS系列        | 木曜 25時20分 - 25時50分 | 2011年10月14日開始 |
| 長崎県     | テレビ長崎         | フジテレビ系列 | 火曜 15時29分 - 15時57分 | 2011年12月6日開始  |
| 大阪府     | テレビ大阪         | テレビ東京系列 | 土曜 25時25分 - 25時57分 | 2012年1月14日開始  |

## 備考
- 『さまぁ〜ZOO』における最後の放送は番組表では最終回扱いとなり、『東京都さまぁ〜ZOO』の初回の放送は番組表では新番組扱いとなる。実際に内容も大きく変更されている。
- 2011年12月30日12:35-13:30には同様のスタッフ出演者で『ポンコツさまぁ～ず鍋2011』が放送され、遅れネットのテレビ北海道や本番組が非ネットのテレビせとうち、TVQ九州放送でも同時ネットで放送された。（テレビ愛知は『土曜スペシャル・そうだ…旅（どっか）に行こう。～もしも芸能人が突然休みをもらったら～』の遅れネット、テレビ大阪は『歴史スペシャル 揺るぎなき先人～茶聖 千利休～』の再放送が放送されていた。）